# نجدت (اسم)
نجدت هو اسم علم مذكر من أصل عربي، ومعناه هو نجدة غوث وإعانة ومساعدة.

## شخصيات تحمل الاسم
- نجدت أوزيل (عسكري تركي، 1950 – )

## وصلات خارجية
- موسوعة السلطان قابوس لأسماء العرب